# شان لنون
شان تارو اونو لنون (به انگلیسی: Sean Taro Ono Lennon) موزیسین و خوانندهٔ آمریکایی و تنها فرزند جان لنون از ازدواج با یوکو اونو می‌باشد.
او تا به حال سه آلبوم منتشر کرده است که مشهورترینشان «آتش دوستانه» (Friendly Fire) محصول سال ۲۰۰۶ است.